# Phare de Ponta da Praia
Le phare de Ponta da Praia (en portugais : Farol da Ponta da Praia) est un phare situé  à l'entrée du port de São Paulo, dans l'État de São Paulo - (Brésil).
Ce phare est la propriété de la Marine brésilienne  et il est géré par le Centro de Sinalização Náutica e Reparos Almirante Moraes Rego (CAMR) au sein de la Direction de l'Hydrographie et de la Navigation (DHN).

## Histoire
C'est une tour carrée de 12 m de hauteur, avec galerie et lanterne, peinte en blanc avec deux bandes horizontales noires. C'est un feu directionnel qui émet, à 13 m de hauteur focale, une lumière continue blanche, rouge ou verte selon direction. Sa portée est de 9 milles nautiques (environ 16 km) pour le feu blanc et de 5 milles nautiques (environ 9 km) pour le feu rouge et vert . Il est situé sur une plage, sur le côté nord de l'entrée du port intérieur de São Paulo dont il marque l'entrée.
Identifiant : ARLHS : BRA290 ; BR3308 - Amirauté : G0499.1 - NGA :18656 .

### Lien connexe
- Liste des phares du Brésil